# П'єр Коффен
П'єр-Луї Паданг Коффен (фр. Pierre-Louis Padang Coffin, нар. 15 березня 1967, Франція) — французький аніматор, режисер, і актор озвучування. Режисер мультфільмів франшизи «Нікчемний Я», і саме йому належить відомий всім голос міньйонів і їх манера мови з уже згаданої франшизи.

## Фільмографія

### Повнометражні фільми
- 1993 — Ми повернулися! Історія динозаврів — аніматор і художник.
- 2010 — Нікчемний Я — режисер і виконавець голосів посіпак.
- 2013 — Нікчемний Я 2 — режисер і виконавець голосів посіпак. У 2014 році фільм мав дві номінації на премію «Оскар» за кращий повнометражний анімаційний фільм, за кращу пісню до фільму.
- 2015 — Посіпаки — режисер і виконавець голосів посіпак.
- 2017 — Нікчемний Я 3 — режисер і виконавець голосів посіпак.
- 2022 — Посіпаки: Становлення лиходія — виконавець голосів посіпак.
- 2024 — Нікчемний Я 4 — виконавець голосів посіпак.

### Короткометражні фільми
- 2011 — Бред і Гері — режисер і голос Бреда.
- Короткометражні мультфільми франшизи «Нікчемний Я» — сценарист, виконавчий продюсер та виконавець голосів посіпак.

## Родина
- Батько Ів Коффен — французький дипломат
- Мати Діні Н. Х. — індонезійська письменниця
- Сестра Марі-Клер Лінтанг (нар. 1961, живе в Канаді)